# Stojavnica
Stojavnica is een plaats in de gemeente Ozalj in de Kroatische provincie Karlovac. De plaats telt 49 inwoners (2001).